# You Can't Get What You Want (Till You Know What You Want)
"You Can't Get What You Want (Till You Know What You Want)" (no puedes obtener lo que quieres (hasta que sepas qué es lo que quieres) es un sencillo del álbum de 1984 de Joe Jackson Body and Soul de su etapa como residente de la ciudad de Nueva York.
En la edición del 12 de mayo de 1984 de American Top 40, Casey Kasem comparó el título "You Can't Get What You Want" como más determinante que la canción de The Rolling Stones "You Can't Always Get What You Want".

## Listados musicales
| Listado (1984)                      | Puesto más alto |
| ----------------------------------- | --------------- |
| Australia (Kent Music Report)       | 96              |
| Canadá Singles Chart                | 30              |
| Reino Unido Singles Chart           | 77              |
| Estados Unidos (Billboard Hot 100)  | 15              |
| Estados Unidos (Adult Contemporary) | 13              |